# Erik Rosenius
Erik Rosenius, född 1667, död 7 april 1738 i Sexdrega socken, Älvsborgs län, var en svensk präst. Han var son till en bonde i Roasjö socken av Sexdrega pastorat i Kinds härad, Sjuhäradsbygden, Västergötland, vid namn Esbjörn Eriksson. Rosenius, som tog namnet efter födelsebygden, blev kyrkoherde i Sexdrega och gift med prästdottern på stället Anna Wekander. Han har ansetts vara urtypen för en sträng prästman under den karolinska tiden. 
Han blev far till bland andra arkiatern Nils Rosén, adlad Rosén von Rosenstein,
professorn Eberhard Rosén, adlad Rosenblad,
överhovpredikanten Gabriel Rosén, radikalpietisten Sven Rosén och
publicisten Johan Rosén.
På Roasjö kyrkogård finns en minnessten, rest av sonsonen, greve Mattias Rosenblad, där han kallas "stamfader till fyra adliga ätter". Utöver ovannämnda måste detta syfta på von Rosén samt Munck af Rosenschöld. I det senare fallet räknas härstamningen i så fall på spinnsidan, i och med att biskop Petrus Munck var gift med en dotter till Eberhard Rosén. Gabriel Roséns son Erik Gabriel adlades 1816 och upphöjdes 1843 i friherrligt stånd.